# Стефан I Константинополски
Вижте пояснителната страница за други личности с името Стефан I.
Стефан I (на гръцки: Στέφανος Α΄) (867 – 893) е Константинополски патриарх от 886 до 893 година.

## Произход и религиозна дейност
Официално Стефан е син на император Василий I Македонец и Евдокия Ингерина. Въпреки това, по времето, когато той е заченат, Евдокия е любовница на император Михаил III. Следователно е възможно и дори доста вероятно Стефан, подобно на брат му Лъв VI, да е син на император Михаил.
Отрано Стефан е подстриган за монах и е назначен на църковна длъжност, за което е подготвян още от ранна детска възраст. През 886 година брат му император Лъв VI освобождава от длъжност патриарх Фотий и определя за патриарх на негово място 19-годишния Стефан.
Като патриарх Стефан участва в коронацията на Лъв VI в императорския мавзолей към църквата „Свети Апостоли“ в Константинопол. По време на неговото предстоятелство не се случват никакви важни събития и патриархът, чието име било синоним на набожност, починал през май 893 година. Православната църква почита паметта му на 18 май.